# 신부의 방
《신부의 방》은 1997년 7월 7일부터 1998년 1월 31일까지 방영된 한국방송공사 2TV 아침드라마로, 신분의 벽을 넘어 결혼을 한 이들이 서로를 이해하고 사랑하는 모습을 그렸다.
한편, 이 작품은 건전성을 강조했지만 모두가 보수적이면서 복고풍의 구태의연한 가족드라마로 회귀했다는 지적을 받아왔다.

## 등장 인물
- 윤다훈
- 백일섭
- 박혜숙
- 김영옥
- 최성민
- 안정훈
- 송승환
- 이은주
- 박민아
- 김하균
- 김규철
- 이경표
- 박상조
- 박종설
- 이원종
- 백준기
- 김병세
- 주현
- 김흥기
- 여운계
- 안해숙
- 송석호
- 이주경
- 조명연
- 송경철
- 황범식
- 조양자
- 최정원
- 이은주
- 손종범
- 문수진
- 강경헌
- 민재희
- 강우경
- 구자미
- 이칸희
- 신소미
- 김주호